# Odius carinatus
Odius carinatus is een vlokreeftensoort uit de familie van de Odiidae. De wetenschappelijke naam van de soort is voor het eerst geldig gepubliceerd in 1862 door Bate.